# Tyler County (Texas)
Das Tyler County ist ein County im Bundesstaat Texas der Vereinigten Staaten. Das U.S. Census Bureau hat bei der Volkszählung 2020 eine Einwohnerzahl von 19.798 ermittelt. Der Verwaltungssitz (County Seat) ist Woodville. Das County gehört zu den Dry Countys, was bedeutet, dass der Verkauf von Alkohol eingeschränkt oder verboten ist.

## Geographie
Das County liegt im Osten von Texas und ist im Osten etwa 40 km von Louisiana und im Süden etwa 80 km vom Golf von Mexiko entfernt. Es hat eine Fläche von 2423 Quadratkilometern, wovon 33 Quadratkilometer Wasserfläche sind. Es grenzt im Uhrzeigersinn an folgende Countys: Angelina County, Jasper County, Hardin County und Polk County.

## Geschichte
Tyler County wurde 1846 aus Teilen des Liberty County gebildet. Benannt wurde es nach John Tyler, dem 10. Präsidenten der USA.

## Demografische Daten

Alterspyramide des Tyler County

Nach der Volkszählung im Jahr 2000 lebten im Tyler County 20.871 Menschen in 7.775 Haushalten und 5.675 Familien. Die Bevölkerungsdichte betrug 9 Einwohner pro Quadratkilometer. Ethnisch betrachtet setzte sich die Bevölkerung zusammen aus 83,79 Prozent Weißen, 11,96 Prozent Afroamerikanern, 0,43 Prozent amerikanischen Ureinwohnern, 0,20 Prozent Asiaten, 0,02 Prozent Bewohnern aus dem pazifischen Inselraum und 2,49 Prozent aus anderen ethnischen Gruppen; 1,11 Prozent stammten von zwei oder mehr Ethnien ab. 3,56 Prozent der Einwohner waren spanischer oder lateinamerikanischer Abstammung.
Von den 7.775 Haushalten hatten 29,7 Prozent Kinder oder Jugendliche, die mit ihnen zusammen lebten. 60,1 Prozent waren verheiratete, zusammenlebende Paare 10,0 Prozent waren allein erziehende Mütter und 27,0 Prozent waren keine Familien. 24,3 Prozent waren Singlehaushalte und in 12,4 Prozent lebten Menschen im Alter von 65 Jahren oder darüber. Die durchschnittliche Haushaltsgröße betrug 2,48 und die durchschnittliche Familiengröße betrug 2,94 Personen.
23,2 Prozent der Bevölkerung war unter 18 Jahre alt, 8,0 Prozent zwischen 18 und 24, 27,2 Prozent zwischen 25 und 44, 23,8 Prozent zwischen 45 und 64 und 17,8 Prozent waren 65 Jahre alt oder älter. Das Durchschnittsalter betrug 39 Jahre. Auf 100 weibliche Personen kamen 106,9 männliche Personen und auf 100 Frauen im Alter von 18 Jahren oder darüber kamen 108,2 Männer.
Das jährliche Durchschnittseinkommen eines Haushalts betrug 29.808 USD, das Durchschnittseinkommen einer Familie betrug 35.195 USD. Männer hatten ein Durchschnittseinkommen von 31.797 USD, Frauen 19.594 USD. Das Prokopfeinkommen betrug 15.367 USD. 12,6 Prozent der Familien und 15,8 Prozent der Einwohner lebten unterhalb der Armutsgrenze.

## Städte und Gemeinden
| - Chester - Colmesneil - Dies - Dogwood | - Doucette - Emilee - Fred - Hillister | - Pedigo - Rockland - Spurger | - Town Bluff - Warren - Woodville |